# 高獲
高获（?—?），字敬公。汝南郡新息县（今河南省息县）人。东汉方士。
他头顶高四周低，面孔方正。年轻时游学京师，与汉光武帝有布衣旧交。高获师事司徒欧阳歙。欧阳歙下狱当判罪，高获戴铁冠身负斧刑具，到宫门前为欧阳歙求情。汉光武帝虽然不赦，但是引见高获。对他说：“敬公，朕想要用你为官，应该改改常性。”高获说：“臣的常性来自父母，不可因陛下改掉。”于是告辞而去。
三公争相征辟，高获不应。后汝南太守鲍昱请高获，高获到了门口，鲍昱命主簿迎接，主簿只派骑吏相迎，高获听说，就走了。鲍昱派人追高获，高获回头说：“府君被主簿欺骗，不足与谈。”于是不留下。当时汝南郡境大旱。史称高获善于天文，通晓遁甲，能役使鬼神。鲍昱去问他求何雨，高获说：“赶快撤销三部督邮，明府亲自向北出城，到三十里亭，雨就下了。”鲍昱听从，果然下了大雨。鲍昱每次出巡属县，都到高获门前拜见。高获移居江南，死在石城。石城人思念他，一起为他立祠。

## 延伸阅读
[在维基数据编辑]
 《後漢書·卷82上》，出自范晔《後漢書》